# Amel Chebbi
Pour les articles homonymes, voir Chebbi.
Amel Chebbi, née le 1er janvier 1996, est une boxeuse tunisienne.

## Carrière
Amel Chebbi est médaillée de bronze dans la catégorie des moins de 48 kg aux championnats d'Afrique amateur 2017 à Brazzaville, ainsi que dans la catégorie des moins de 54 kg aux Jeux panarabes de 2023 à Alger.